# Агбаду, Эмманюэль
Эмманюэ́ль Элизе́ Джедж Агбаду́ Бадо́бр (фр. Emmanuel Elysee Djedje Agbadou Badobre; род. 17 июня 1997, Абиджан, Кот-д’Ивуар) — ивуарийский футболист, центральный защитник клуба «Вулверхэмптон Уондерерс» и сборной Кот-д'Ивуара.

## Биография
Эммануэль Агбаду родился 17 июня 1997 года в Абиджане. В сезоне 2019/2020 играл за тунисский «Монастир». Вместе с командой стал бронзовым призером чемпионата. 
В сентябре 2020 перешел в «Эйпен». 30 октября впервые сыграл за новую команду в гостевом матче Про-лиги с «Генком» (4:0). 6 декабря в матче с «Беерсхотом» (0:1) забил свой первый гол. 
8 октября 2021 года дебютировал за сборную, выйдя на замену в гостевом матче отборочного турнира к ЧМ-2022 с Малави (0:3).
16 июня 2022 года Агбаду подписал пятилетний контракт с французским «Реймсом».